# Hieronymus Praetorius (Organist)
Hieronymus Praetorius (* 10. August 1560 in Hamburg; † 27. Januar 1629 ebenda) war ein deutscher Organist und Komponist des Frühbarocks. Er war nicht verwandt mit dem deutlich berühmteren Michael Praetorius. 

## Leben
Hieronymus Praetorius, einer Musikerfamilie entstammend, erhielt seine erste musikalische Ausbildung durch seinen Vater, den Komponisten und Organisten Jacob Praetorius den Älteren. Später setzte er diese in Köln fort.
1580 nahm er die Stellung des Kantors in Erfurt an. 1582 kehrte er in seine Heimatstadt zurück, um dort nach dem Tod seines Vaters dessen Nachfolge als Organist an der St.-Jacobi-Kirche anzutreten. Im Rahmen seiner dortigen Tätigkeit nahm er außerdem die Funktion des Kirchenschreibers wahr. Hier wirkte er bis zu seinem Tod 1629.
Hieronymus Praetorius hatte vier Söhne und drei Töchter, von denen Jacob, Michael und Johann ebenfalls Musiker wurden. Der gleichnamige Sohn Hieronymus Praetorius (* 25. November 1595 in Hamburg; † 23. Dezember 1651 in Schmalkalden) war Professor für Ethik, Politik und Physik an der Universität Jena, 1635 Hofprediger in Weimar, 1637 Superintendent in Schleusingen und 1642 Superintendent in Schmalkalden.
Praetorius’ kompositorisches Schaffen umfasst vorrangig geistliche Werke. Er schuf hauptsächlich Werke für Orgel sowie Vokalmusik. Dies sind vor allem Choräle, Messen, Kyries, Psalmen, Magnificats sowie Hymnen. Er gilt als einer der Begründer der Norddeutschen Orgelschule. Hieronymus Praetorius genoss zu Lebzeiten hohes Ansehen in Hamburg, da er sich um die Entwicklung des Hamburger Musiklebens verdient machte.

## Werke (Auswahl)
- Missa super Angelus ad pastores
- Magnificat germanice
- Psalm 113
- Hymnen: Deus Creator Omnium, Jesu Nostra Redemtio, Veni Creator Spiritus, Beatus Autor Seculi

## Aufnahmen (Auswahl)
- „David Skinner & Stephen Farr – Hieronymus Praetorius: Motetten zu 8, 10, 12, 16 & 20 Stimmen.“ Dixit Dominus a12, Nunc dimittis a8, Sequentia: Grates nunc omnes, Angelus ad pastores ait a12, Ecce Dominus veniet a8 (04:52)  Decantabat populus a20, Kyrie summum, Gloria summum, Laudate Dominum a8, Sanctus summum, Agnus Dei summum, Iubilate Deo a12, Ecce quam bonum a8, Levavi oculos meos a10, Sequentia: Victimae paschali laudes, Exultate iusti a16. His Majesty’s Sagbutts & Cornetts, David Skinner. Alamire, 2019.